# Lars Peder Brekk

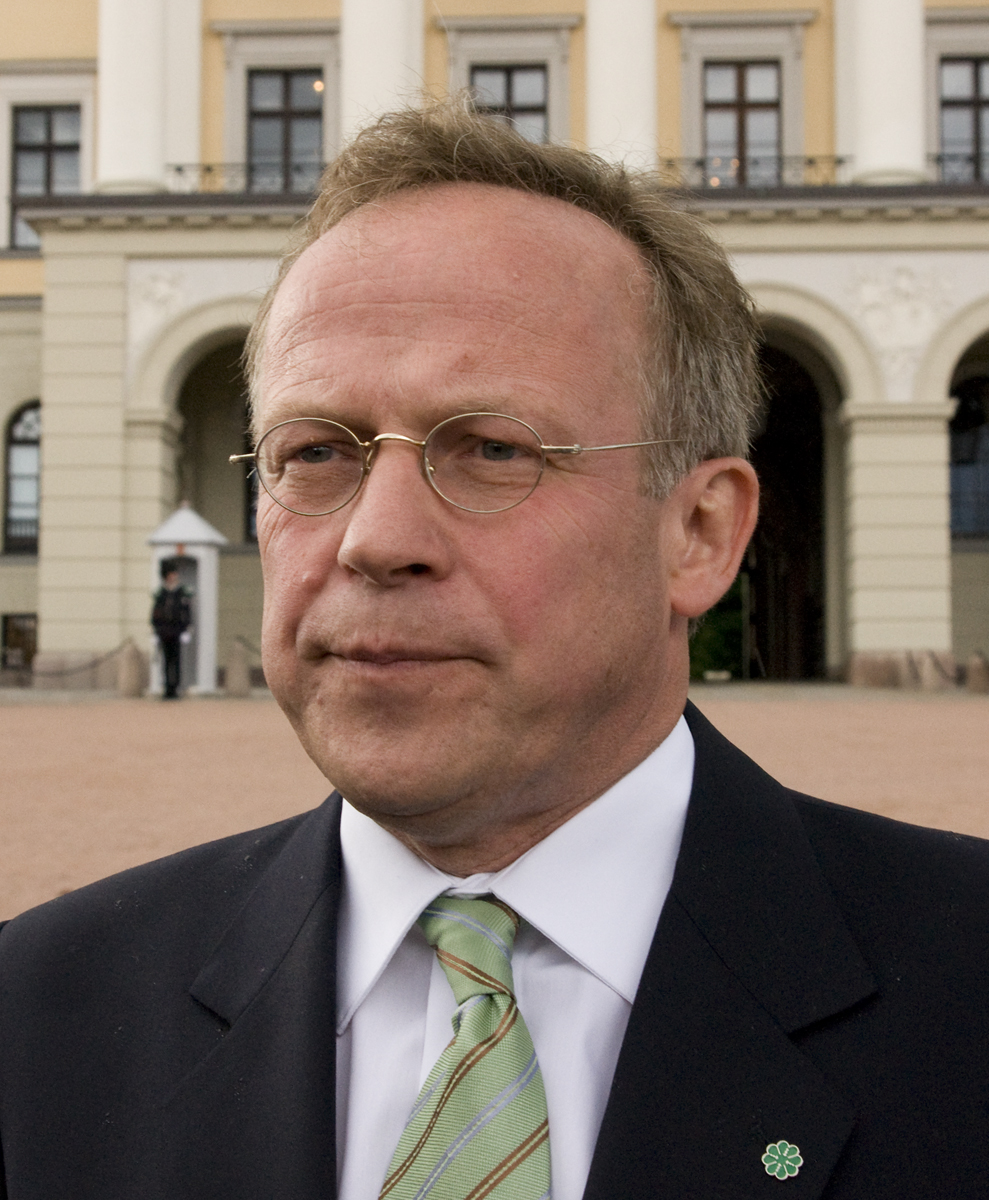
Lars Peder Brekk (2008)
Foto: Philip Gabrielsen

Lars Peder Brekk (* 8. Oktober 1955 in Vikna) ist ein norwegischer Politiker (Senterpartiet). Er war von Juni 2008 bis Juni 2012 der Minister für Landwirtschaft und Ernährung seines Landes. Bereits 2000 war er von Januar bis März 2000 Fischereiminister.

## Leben
Lars Peder Brekk studierte bis 1982 Wirtschaft an der Universität Oslo. 1985 war er persönlicher Sekretär im Fischereiministerium. Von 1992 bis 1997 war er Bürgermeister von Vikna, von 1997 bis 1999 war er stellvertretender Bürgermeister der Kommune. In der Zeit zwischen 1992 und 1995 saß Brekk im Fylkesting der ehemaligen Provinz Nord-Trøndelag. Von 1993 bis 1997 sowie von 2003 bis 2011 war er stellvertretender Vorsitzender der Senterpartiet.
Zwischen dem 21. Januar und 17.  März 2000 war er Fischereiminister in der Regierung Bondevik I. Nach drei Perioden als Stellvertreter wurde er 2005 für die Senterpartiet in Nord-Trøndelag erstmals direkt in das Storting gewählt. Er war von 2005 bis 2007 Vorsitzender des Wirtschaftsausschusses.
Vom 20. Juni 2008 bis 18. Juni 2012 war er Minister für Landwirtschaft und Ernährung in der Regierung Stoltenberg II. Dann wechselte er in den Fraktionsvorsitz. 2013 verließ er das Parlament und wurde Direktor des Datenbankzentralregisters Brønnøysundregistrene.